# 依賴型人格障礙
依赖型人格障碍（英語：dependent personality disorder，缩写为），旧称无力型人格障碍，是以心理上的过分依赖他人为特征的一种人格障碍。这种人格障碍的状况是长期存在的（慢性的）。罹患依赖型人格障碍的人会依赖于他人以满足自己情感需求和生理需求，只有少数的人可以达到正常的独立水準。
“依赖性人格”和“依赖型人格障碍”的区别是有几分主观色彩的，这也使对其的诊断需要对文化影响因素（比如性别角色期望）十分敏感。
2012年的一个研究发现2/3的依赖型人格障碍患者的病因为遗传因素而1/3的患者则源于环境因素。

## 流行病学
在总人口中，依赖型人格障碍的发病率为0.5%。其中主要发生在女性人群中。

### 美国精神病协会
精神疾病诊断与统计手册（DSM-IV-TR）中收录了依赖型人格障碍的诊断标准。它提出的特点是一种普遍的、过分的想要被照料的需求而导致了顺从和依从于他人并害怕分离的心理状态。并且在成年早期开始发生，存在于多种社会背景下。

### 世界卫生组织
世界卫生组织的国际疾病与相关健康问题统计分类-第10版(ICD-10)将依赖型人格障碍列为第F60.7条：依赖型人格障碍：
需要具备以下列出的至少三条特性：
1. 鼓励或是允许别人为自己人生中绝大多数的重要事件做决定；
2. 相比所依赖的人的需要，将自己的需要置于次要的位置，并且过分地顺从于所依赖人的意愿；
3. 甚至不愿意向自己所依赖的人提出合理的要求；
4. 因为害怕没有能力照顾好自己，独处时会觉得不自在或无助；
5. 被先占观念困扰：害怕被亲密关系中的他人抛弃，或是被独自留下需要照顾自己；
6. 在没有他人极多的建议和保证的情况下，没有足够的能力做日常决定。

伴随的特征还包括感知到自己无助，无能并且缺乏毅力。

包括：虚弱、自卑、消极、自我挫败型人格（障碍）
ICD-10对特殊性人格障碍的诊断要求同样也满足一般性人格障碍的标准。

### 米隆亚型
心理学家希欧多尔·米隆为依赖型人格障碍鉴定了五种亚型。 一些依赖者可能不会表现出或者表现出以下一种类型：
| 亚型       | 描述                   | 人格特征                                                                                                 |
| ---------- | ---------------------- | --- |
| 心神不安   | 包括回避型的特点       | 总是烦躁不安；焦虑；情绪不稳；感到恐惧、不祥预感；心灵脆弱担心被抛弃；支持性他人不在一旁就觉得孤单。     |
| 不考虑自己 | 包括抑郁型的特点       | 像是把自己与他人合并了一般；自愿放弃自己的个体特性，像是被他人吞没，与他人吸收，合并；成了别人的延伸体。 |
| 不成熟     | 表现出多种“单纯”的形态 | 不通人情世故；未完全成熟，无经验，像孩子一样；轻信他人，不能充分思考；无法承担起成人的责任。             |
| 顺应性     | 有自我挫败的特点       | 过于可亲，友好，热情，仁慈，顺从，不忤逆；否认令人不愉快的情绪；对顺从者和劣等者的角色适应良好。         |
| 无用       | 有分裂型人格的特点     | 无建设性的；无目的的； 无能；毫无优点；寻求没有烦恼的生活；拒绝处理复杂困难的事物；对缺点视而不见。      |

### 鉴别诊断
以下的症状（障碍）通常与依赖型人格障碍合并存在（共病）：
- 情感障礙
- 焦虑症
- 適應性障礙
- 边缘性人格障碍
- 迴避性人格障礙
- 戲劇化人格違常

### 引用
1. ↑  Gjerde et al. 2012.
2. ↑  DEPENDENT PERSONALITY DISORDER （页面存档备份，存于）[需要完整来源]
3. ↑  .   [2015-06-14]. （原始内容存档于2015-02-10）.
4. ↑  .   [2015-06-14]. （原始内容存档于2006-04-27）.
5. ↑  Millon et al. 2004.
6. ↑  Millon 2006.
7. ↑  . Mentalhealth.com.   [2014-05-12]. （原始内容存档于2014-07-13）.

## 外部連結
- J. Christopher Perry, M.P.H., M.D., 2005 （依賴型人格障礙 （页面存档备份，存于））
- Diagnostic Features, Complications, Prevalence, Associated Laboratory Findings
- MedlinePlus Medical Encyclopedia: Dependent personality disorder （页面存档备份，存于）